# Franqueville, Eure
Franqueville är en kommun i departementet Eure i regionen Normandie i norra Frankrike. Kommunen ligger i kantonen Brionne som tillhör arrondissementet Bernay. År 2022 hade Franqueville 304 invånare.

## Befolkningsutveckling
Antalet invånare i kommunen Franqueville
Referens:INSEE